# Trachymyrmex intermedius
Trachymyrmex intermedius är en myrart som först beskrevs av Auguste-Henri Forel 1909.  Trachymyrmex intermedius ingår i släktet Trachymyrmex och familjen myror. Inga underarter finns listade i Catalogue of Life.